# Sandaohe

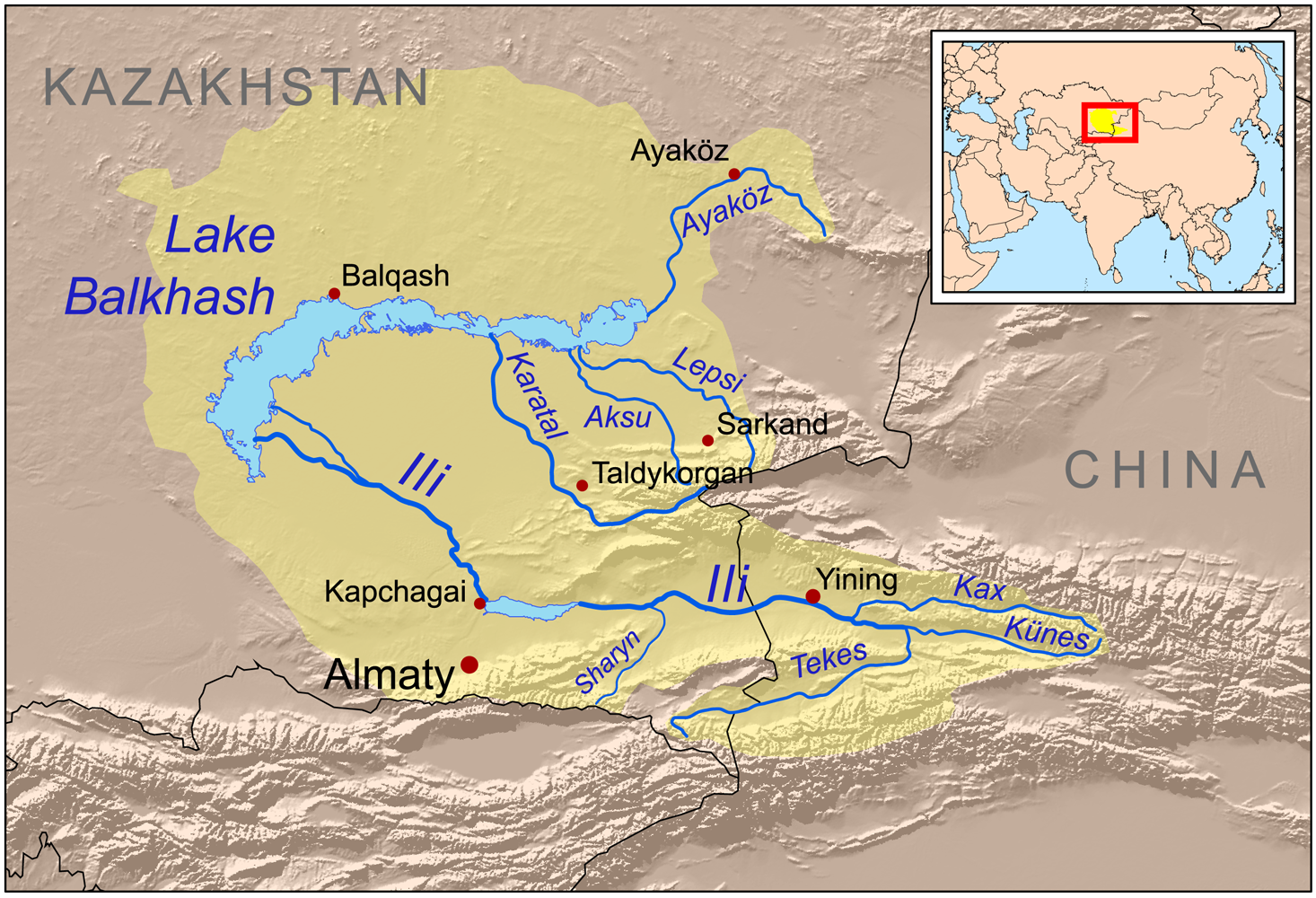
O Rio Ili nasce na China e tem sua foz no Lago Balcache, no Cazaquistão.

Sandaohe, Sandaohexiang ou Sandao Hexiang é uma cidade no Vale do Rio Ili, no noroeste de Sinquião, no noroeste da China, a oeste de Suiding.
Em 17 de março de 1863, o local foi palco do primeiro movimento da Revolta Dungan em Sinquião, quando cerca de 200 huis oriundos daquela cidade, supostamente atiçados por um rumor de um massacre de huis, atacaram o Forte de Tarchi (Taleqi Cheng), um dos Nove Fortes do Vale do Rio Ili. Os rebeldes tomaram as armas do arsenal do forte e mataram soldados da guarnição, mas foram derrotados pelas tropas do governo enviadas dos fortes vizinhos e se mataram  .